# Усачики-крошки
Усачики-крошки, или усачики (лат. Tetrops) — род жесткокрылых из семейства усачей, подсемейства ламиин.

## Описание
Третий средний стернит брюшка гораздо короче прочих, первый стернит очень большой. Переднеспинка с глубокой перетяжкой перед основанием. Глаза полностью разделены на две части. Второй сегмент усиков гораздо толще следующих. Ноги короткие.

## Систематика
В составе рода:
- Tetrops elaeagni Plavilstshikov, 1954
- Tetrops formosus Baeckmann, 1903
- Tetrops gilvipes (Faldermann, 1837)
- Tetrops hauseri Reitter, 1897
- Tetrops mongolicus Murzin, 1977
- Tetrops praeustus (Linnaeus, 1758)
- Tetrops rosarum Tsherepanov, 1975
- Tetrops starkii Chevrolat, 1859
- Tetrops warnckei Holzschuh, 1977